# Großer Lückner nordöstlich Oppen
Das Naturschutzgebiet  Großer Lückner nordöstlich Oppen liegt in den Landkreisen Saarlouis und Merzig-Wadern im Saarland. Das Gebiet, durch das die Landesstraße L 156 verläuft, erstreckt sich nordöstlich von Oppen, einem Ortsteil der Gemeinde Beckingen. Östlich verläuft die B 268 und fließt die Prims, ein rechter Nebenfluss der Saar.

## Bedeutung
Das rund 326 ha große Gebiet ist seit dem 9. Mai 2016 unter der Kennung NSG-N-6506-304 als Naturschutzgebiet ausgewiesen.